# Kolegiátní kapitula sv. Kosmy a Damiána ve Staré Boleslavi
Kolegiátní kapitula sv. Kosmy a Damiána ve Staré Boleslavi je nejstarší dosud existující kolegiátní kapitulou v České republice (a po pražské metropolitní kapitule druhou nejstarší českou dosud existující kapitulou). Jejím úkolem je péče o nejstarší české poutní místo Starou Boleslav, kult dědičného knížete sv. Václava a Palladium země České.

## Historie

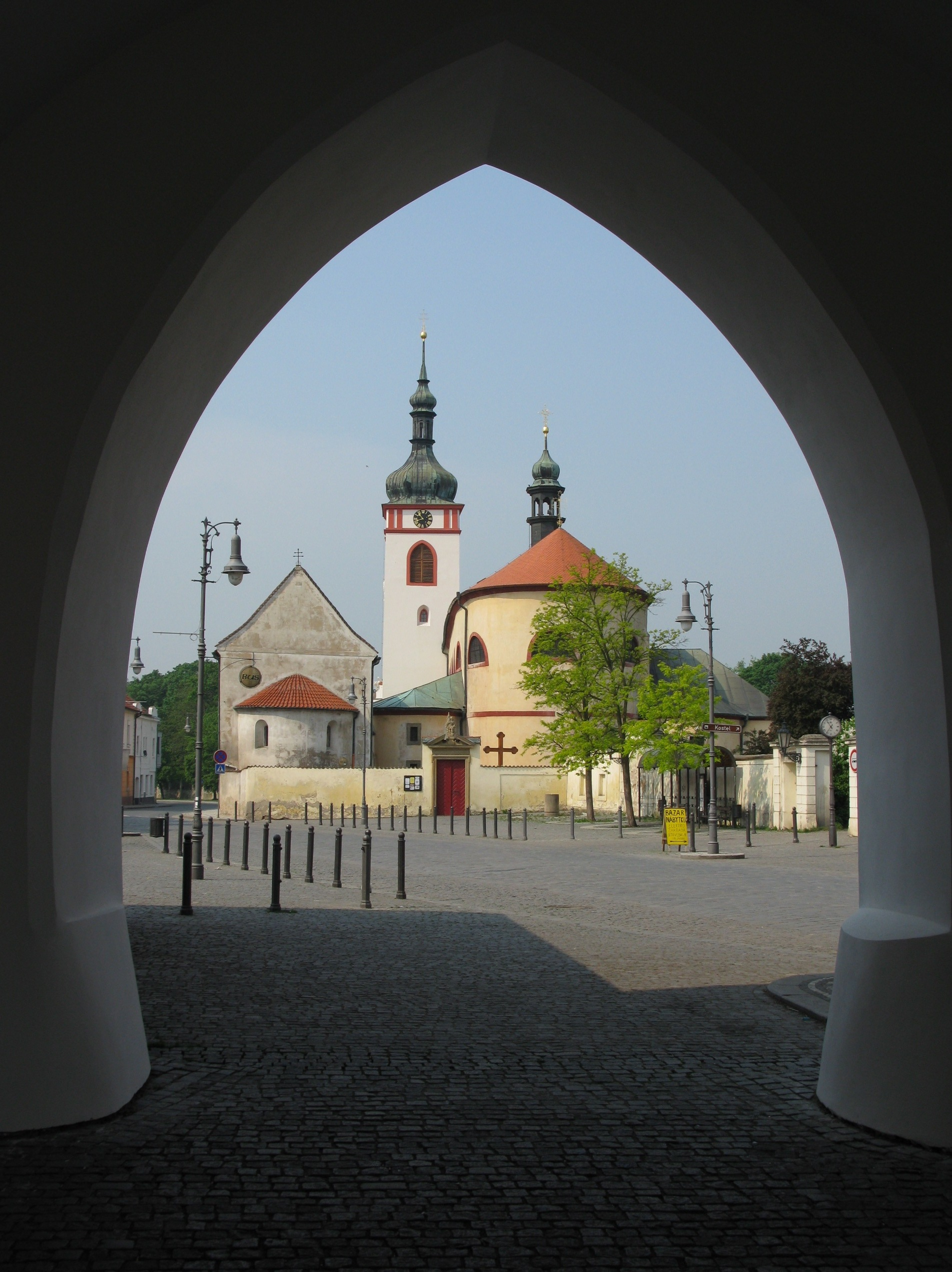
Kapitulní bazilika sv. Václava a kostel sv. Klementa

### Od založení do konce středověku
Založil ji ve Staré Boleslavi krátce po roce 1039 český kníže Břetislav I. spolu s bazilikou sv. Václava. Byl to akt pokání, které mu uložil papež Benedikt IX. za válečnou výpravu do Polska, odkud přinesl ostatky sv. Vojtěcha. Jejím úkolem bylo od počátku pečovat o poutní místo spojené s mučednickou smrti sv. Václava a šířit úctu k tomuto přednímu patronu českého národa. Později se stala také ochráncem milostného mariánského obrazu, uctívaného ve staroboleslavském chrámu Nanebevzetí Panny Marie, takzvaného Palladia země České.
K založení kapituly se váže také listina připisovaná Břetislavu I. Ta je ovšem až pozdějšího data, vznikla na konci 12. nebo až v průběhu 13. století. Přesto však může alespoň částečně odrážet poměry v době vzniku kapituly. Ta v ní od českého knížete obdržela řadu příjmů z vesnic nejen v okolí Boleslavi, ale také na Moravě. Zajímavá je nejstarší zmínka o zpracování vína v Česku – konkrétně o vinném lisu v obci Dřísy nedaleko Boleslavi.
Významně Boleslav i kapitulu podpořil císař Karel IV., který ji opakovaně navštívil. V bazilice sv. Václava učinil nadaci na zpívanou mši, město nechal opevnit novými hradbami a arcibiskup Arnošt z Pardubic vydal roku 1354 při osobní vizotaci nová kapitulní statuta. Úřad probošta byl tehdy spojen s kanonikátem u sv. Víta v Praze, jak tomu bylo již dříve v minulosti. Probošt od té doby již většinou nesídlil trvale v Boleslavi a starost o kapitulu přešla převážně na děkana. Později v 16. století došlo k oddělení proboštského obročí od kapitulního majetku. Úřad probošta byl pak často až do 18. století spojován s úřadem děkana nebo obsazován osobnostmi majícími již jiné významné obročí.
Husitské bouře zahnaly kapitulu za hranice. Kanovníci se před obsazením města na jaře 1421 uchýlili do Žitavy, odkud se vrátili až r. 1434 a začali s pomalou obnovou. Kapitula zachovala věrnost straně pod jednou a stejně jako další české kapituly, zejména pražská, stála vždy na katolické straně. K roku 1450 sepsali kanovníci provolání k věřícím pod jednou, aby přispěli na opravu zničených kostelů. I nadále ovšem docházelo k ochuzování kapituly tím, že král Zikmund a Páni z Michalovic si svévolně přivlastnili některé její statky. Vzhledem k neutěšené ekonomické situaci a nedostatku kněží pod jednou pak působili někteří kanovníci v běžné duchovní správě. Situace se dále zhoršila, když majitelé brandýského panství, k němuž patřila i značná část Boleslavi, přestoupili k Jednotě bratrské a Jan ze Šalenberka vymohl v roce 1506 na králi Vladislavu Jagelonském dočasně podací právo ke kapitulnímu chrámu sv. Václava. Počet sídelních kanovníků se stále snižoval až nakonec v Boleslavi přebýval pouze děkan s kaplanem u kostela Panny Marie.

### Novověk

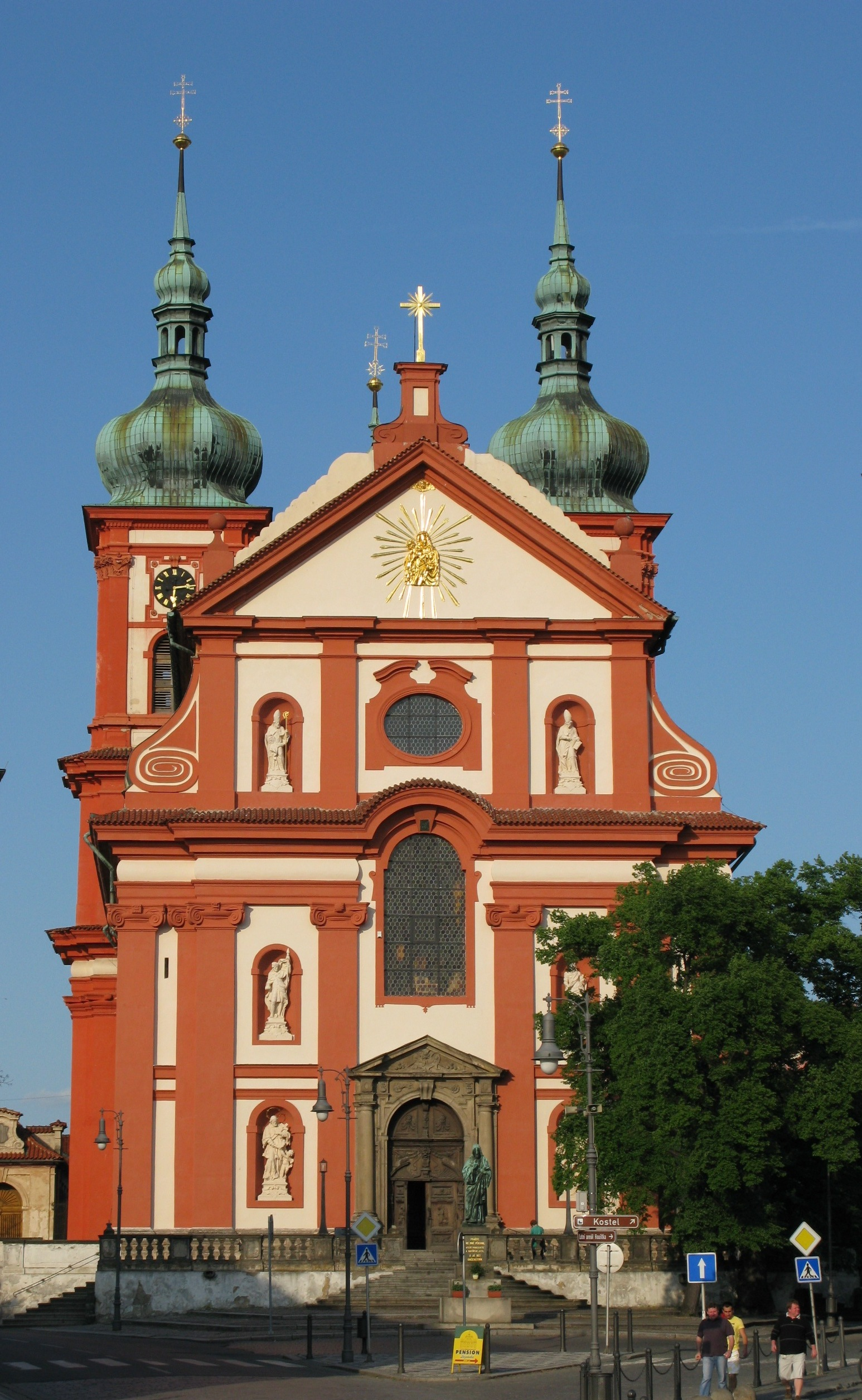
Kostel Nanebevzetí Panny Marie, západní průčelí

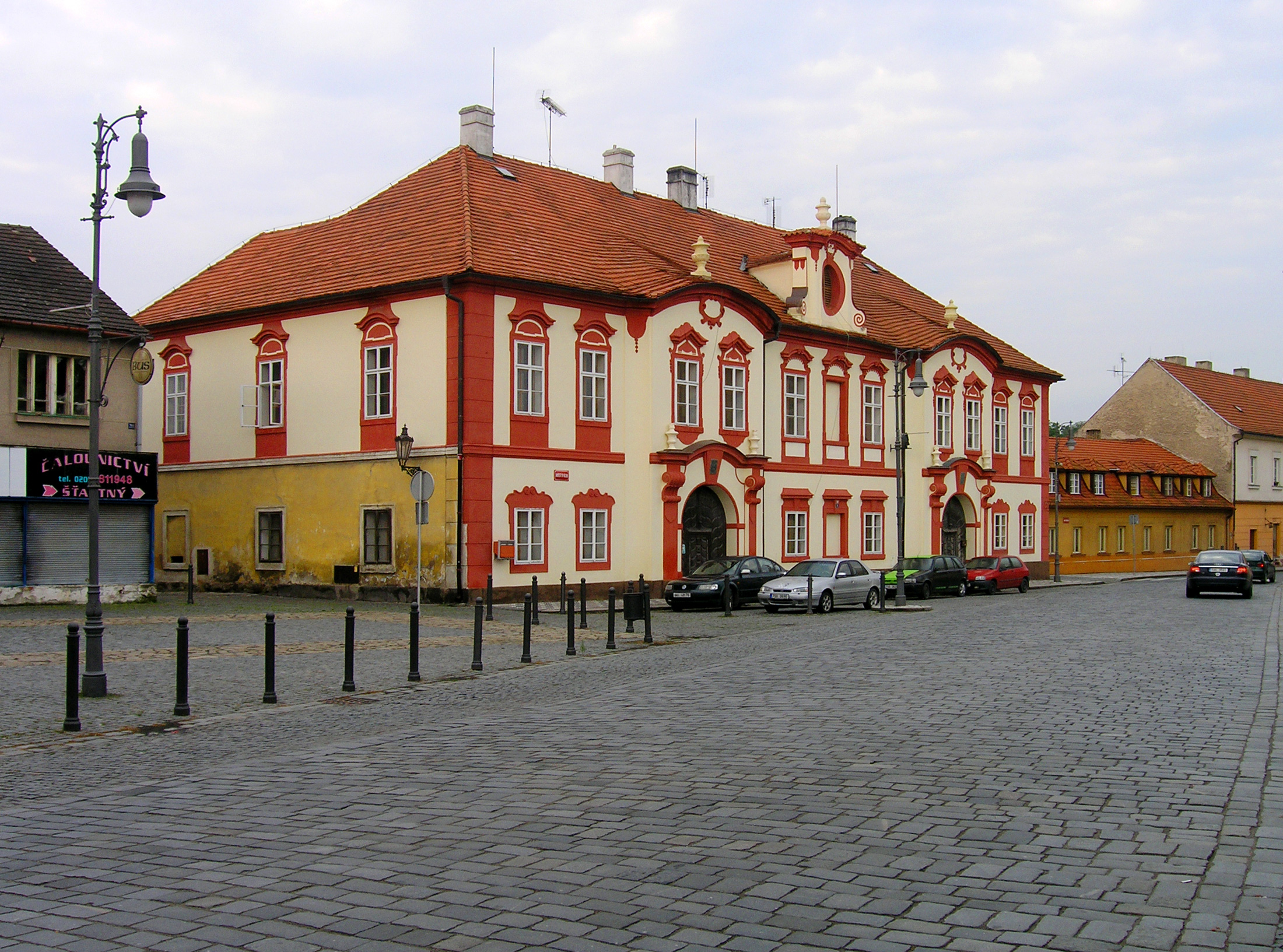
Kanovnická rezidence z 18. století

K určitému zlepšení došlo po roce 1547, kdy se po konfiskaci stalo brandýské panství majetkem královské komory. Již roku 1544 byl Ferdinandem I. jmenován za probošta kronikář Václav Hájek z Libočan, který se o tři léta později stal i jejím děkanem. Protože ovšem v Boleslavi pravidelně nesídlil vypukl spor a Hájek se nakonec obou hodností vzdal (1549). Kapitula se snažila o obnova katolické víry v kraji ovlivněném do té doby výrazně Jednotou bratrskou, stejně jako o opravu zchátralých chrámů v renesančním duchu. Děkan Ondřej Pešín (1593) završil v letech 1586–1593 obnovu kapitulního chrámu sv. Václava, jeho nástupci kostelíka sv. Klementa. V Boleslavi také fungovala kapitulní škola, kterou, stejně jako probíhající opravy finančně podpořil císař Ferdinand I. Z této doby také pocházejí nejstarší zprávy o mariánských poutích konaných ke zdejšímu milostnému Mariánskému reliéfu (1566). Ty záhy podporovali také jezuité ze staroměstské Klementinské koleje (poprvé 1667). Po vydání Rudolfova majestátu v létě roku 1609 vyhlásili katoličtí předáci boleslavský milostný reliéf, k němuž směřovalo stále větší množství poutníků, za svou záštitu – Palladium země České. Roku 1613 zahájila kapitula ve spolupráci s jezuity a za podpory panovnické rodiny – císaře Matyáše a jeho manželky Anny Tyrolské a katolické šlechty stavbu nynějšího poutního chrámu Nanebevzetí Panny Marie, kde je Palladium dodnes uchováváno.
Za třicetileté války Boleslav opakovaně trpěla pobytem vojsk. Při saském vpádu 1631, bylo uloupeno Palladium, vyhořela budova děkanství i v ní uložený kapitulní archiv. Velkou osobností v těžké době byl tehdejší děkan kapituly jezuita Jiří Bílek. Osobně se zasadil o vykoupení Palladia země české od zlotřilých vojáků (paladium bylo vystaveno na Staroměstském náměstí v Praze a saští vojáci jej používali jako střelecký terč) za horentní sumu (rovnající se ceně zhruba jednoho celého panství) a tak jej zachranil.
Při obsazení Švédy 1639–1640 byly zpustošeny kostely i kapitulní majetky a na jeho konci bylo město celé vypáleno.
Po ukončení bojů nastává ovšem doba největší slávy poutního místa. V 17. a 18. století působil v Boleslavi významně jezuitský řád, který zde roku 1667 zřídil svou rezidenci a podporoval její rozvoj. Po jeho nuceném odchodu na konci 18. století ujala se duchovní i materiální péče opět naplno kapitula. Ta se mezitím musela vzpamatovat z ran, které jí způsobila vleklá válka. To se částečně podařilo až na počátku 18. století za probošta a později kardinála Michala Bedřicha hraběte z Althanu, biskupa ve Vácu. Přestože Boleslav osobně navštívil jen dvakrát, zajistil v Římě stálý příjem ze solné daně pro jednoho sídelního kanovníka a poslal odtud kapitule také ostatky jejich patronů sv. Kosmy a Damiána. V letech 1728 až 1739 nechal postavit jižně od kostela Panny Marie podle návrhu Kiliána Ignáce Dientzenhofer budovu proboštství. Již před tím v letech 1710 až 1720 nechal děkan Jan Herold ze Stody postavit jižně od basiliky sv. Václava novou budovu kapitulního děkanství. Ta nahradila starší, zničenou za Saského vpádu roku 1631. Stavbu provedl Filip Spannbrucker z Prahy. Děkan Jan Frik získal v Římě, kde se účastnil jako člen přípravné komise kanonizace sv. Jana Nepomuckého, právo nosit pontifikálie. V Boleslavi nechal postavit kapli bl. Podivena a v kapitulní obci Dřísech kapli stětí sv. Jana Křtitele.
Císař Josef II., který dočasně zakázal poutě, zamýšlel v rámci reforem úplně zrušit všechny nebiskupské kapituly, ale na poslední chvíli ze záměru sešlo. Došlo ovšem k vydání dvou dvorských dekretů (1788, 1789), podle nichž nesměla kapitula nadále volit čestné kanovníky. Vedle probošta a děkana byli jmenováni pouze kanovníci sídelní a nesídelní, které navrhoval arcibiskup a potvrzoval panovník.
Stále nedořešené právní a majetkové poměry vedly po polovině 19. století ke zřízení zvláštní kapitulní komise (1857–1865). Došlo k objevení původních statut z roku 1354 v archivu metropolitní kapituly a na jejich základě byla vypracována statuta nová, vydaná 6. prosince 1866. Došlo k rozdělení pravomocí probošta a děkana a fungování bylo urovnáno ve prospěch celé kapituly.
Další problémy pro kapitulu nastaly po vzniku republiky za pozemkové reformy, kdy byl ustanoven zvláštní arcibiskupský kapitulní komisař Mons. Jan Pauly. Ten zajistil majetek pro další fungování kapituly i s přispěním vlastního rodinného dědictví. Mimo jiné odkoupil pro kapitulu zámeček Javorná nedaleko Karlových Varů a v jeho okolí lesy. Stejně tak se zasloužil významnou měrou o důstojné mileniové svatováclavské oslavy roku 1929, jimž předcházela oprava kostelů i jejich okolí. V rámci tohoto výročí navštívil Starou Boleslav vedle množství poutníků také papežský legát Angelo Roncalli, pozdější papež Jan XXIII.
Od roku 1929 spolupracovala kapitula při správě poutního místa s redemptoristy, kteří pečovali o chrám Panny Marie. Jejich požehnané působení však přerušil roku 1950 komunistický režim. Ten také odebral kapitule veškerý pozemkový majetek a soustavně pracoval na její destabilizaci, která by vedla také k postupnému zániku samotného poutního místa. Lidé ovšem do Boleslavi putovat nepřestali.

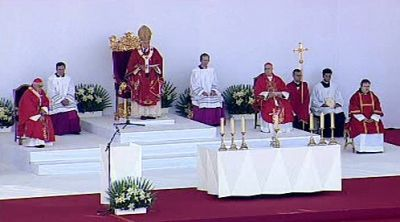
Benedikt XVI. při mši svaté ve Staré Boleslavi 28. září 2009

Skutečná obnova poměrů po znovunabyté svobodě nastala až po roce 2001. Kapitula byla v roce 2003 jedním z iniciátorů Národní svatováclavské pouti, která povznesla každoroční poutní oslavu smrti hlavního českého patrona na celostátní úroveň. V roce 2009 přivítala kapitula v čele se svým proboštem Vladimírem Kelnarem o slavnosti sv. Václava ve svém kapitulním chrámu papeže Benedikta XVI., který se zde poklonil ostatkům českého dědičného knížete na místě jeho zavraždění a následně spolu s 600 kněžími celebroval bohoslužbu pro více než 50 000 věřících na kapitulní louce za městem zvané od té doby Proboštská.

### Současnost
Věrna svému odvěkému poslání vede kapitula obnovu areálu kostelů sv. Václava a sv. Klementa, Nanebevzetí Panny Marie, národních kulturních památek, a pečuje o nejstarší poutní místo v Čechách - Starou Boleslav - zanedbané léty komunistické vlády. Spolupodílí se také na každoroční Národní svatováclavské pouti pořádané ve Staré Boleslavi, pečuje o svatováclavský kult a Palladium země České.

## Struktura
Kapitula se řídí statuty vydanými Arnoštem z Pardubic dne 21. března 1354 a upravenými roku 1866, naposledy pak pražským arcibiskupem v roce 1996. Tvoří ji v ideálním případě probošt, děkan a šest kanovníků (z nichž jsou tři sídelní a tři nesídelní) a dále kanovníci čestní. Instalace nového člena kolegia probíhá ve starobylé kryptě sv. Kosmy a Damiána. Probošt zastupuje kapitulu navenek, podepisuje listiny, instaluje kanovníky i děkana, svolává kapitulu, má vrchní dozor nad majetkem a dohlíží na kapitulní archiv. Děkan zastupuje probošta, spravuje kapitulní majetek a vede duchovní správu.

## Bývalí kapitulárové (probošti, děkani, kanovníci)

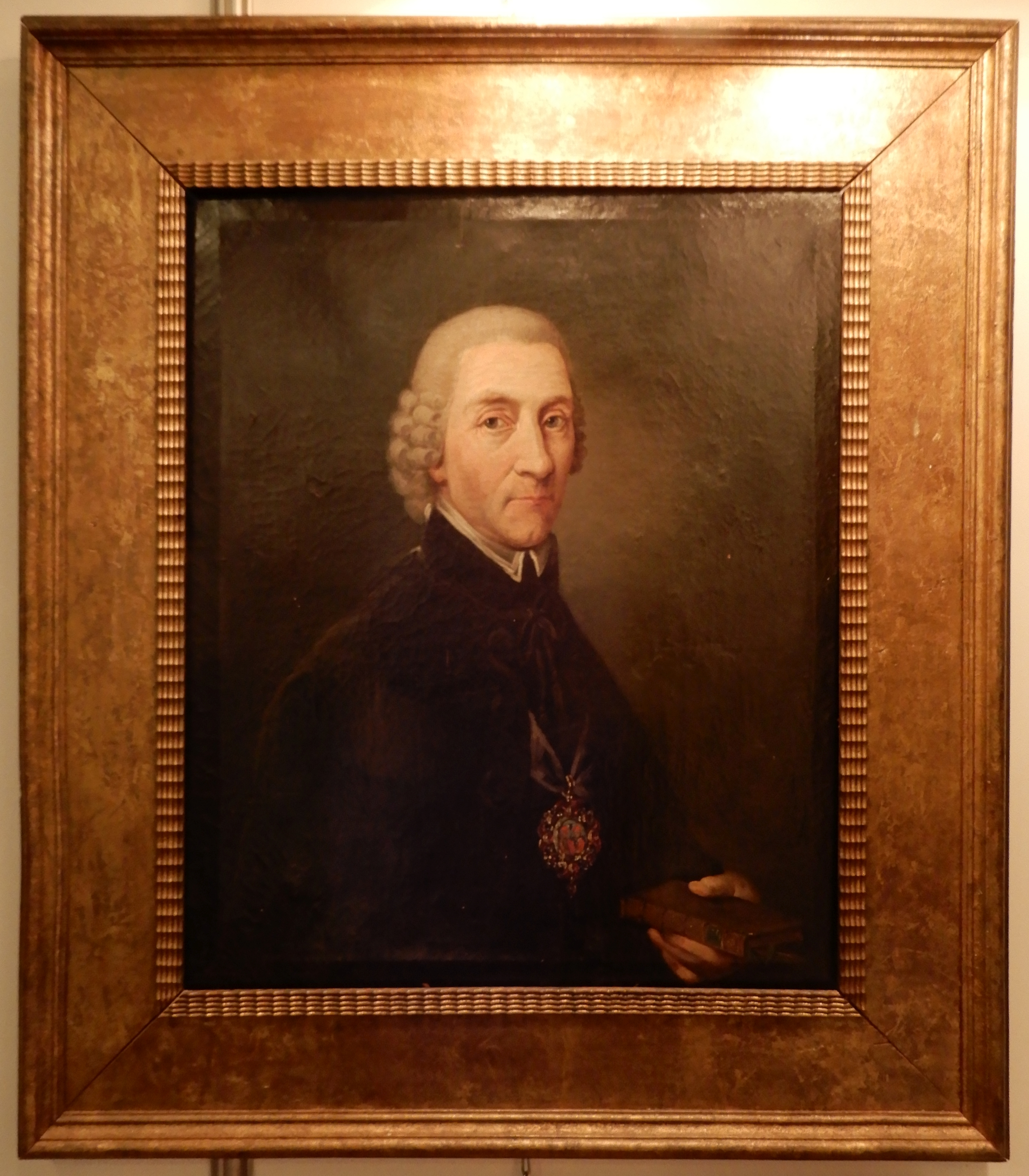
Ambrož Schmidt, profesor bohosloví a kanovník staroboleslovský, + 1807)

- Heřman I. (zemřel 17. září 1122), probošt od 1079
- Zbutko z Kolowrat, probošt 1099
- Menhart (zemřel 2. července 1134), probošt, pražský biskup
- Heřman II., probošt 1194
- Bohuta, probošt 1222
- Thyemo, kanovník 1228
- Conradus (Kuno, Chuno), probošt 1252 - 1275+
- Heřman III. z Vartenberka, probošt od 1257
- Conradus, kanovník 1275
- Pardus Horecký probošt od 1282
- Martin, děkan 1290-1298
- Tomáš, děkan 1312
- Bernard z Kamence (bratr Jindřicha z Lipé), probošt 1331 - 1339
- Petr I. probošt od 1351 - po 1354
- František, děkan 1355
- Záviš z Račiněvsi, kanovník pražský, probošt od 1362
- Mikuláš z Kroměříže, protonotář císaře Karla IV., probošt kolem 1370
- Petr II. z Janovic probošt od 1371
- Burkhart z Kolowrat probošt od 1379
- Jan z Janovic probošt od 1384
- Vilém Zajíc z Házmburka (probošt od 14. března 1395 do 16. listopadu 1398, zemřel 1406)
- Vlašinko z Veitmile, probošt litoměřický a probošt boleslavský od 1400
- František z Benešova probošt od 1406
- Michael de Pacest, kancléř císaře Zikmunda, zemřel 1434, probošt od 1421
- Petr III. ze Strakonic probošt od 1482
- Benedikt z Valdštejna (kanovníkem do roku 1455, pozdější biskup kamínský)
- Václav Hájek z Libočan (zemřel 19. března 1553, proboštem v letech 1544 až 1549)
- Václav Franta probošt od 1572
- Petr IV. z Pěšin probošt od 1581 do 1583
- Ondřej z Pěšin z Horšova Týna (+1596), děkan 1593-1596
- Benedikt Chyský ze Spitzbergu, probošt od 1595
- Jiří Steinwasser, děkan 1596-1608
- Václav Albín z Helfenburka probošt od 1601
- Jan Chrysostomus Kilian probošt od 1617 do 1624
- Jan Ctibor Kotva z Freifelsu (probošt v letech 1626 až 1629)
- Jiří Bílek z Bílenberku (+1657), děkan 1626-1641, odešel do Českého Krumlova, 1655 jmenován prvním infulovaným prelátem krumlovským
- Felix de Cancellariis, prokurátor apoštolské stolice, probošt od 1630
- Rudolf Roder z Feldburgu (probošt od roku 1648, zemřel 1663)
- Daniel Vít Nastoupil ze Schiffbergu, biskup kostnický probošt od 1665+
- Martin František Kemlich probošt od 1665
- Jiří Vojtěch Aster probošt v letech 1667 -1681
- Jan Alexius Čapek (1640–1695), probošt 1682 - 1695
- Jan Herold ze Stody (+1723), děkan 1705-1723 (vystavěl kapitulní děkanství ve St. Boleslavi)
- Jan Adam Vratislav z Mitrovic, od roku 1708, probošt, od 1709 biskup královéhradecký
- Michal Bedřich z Althanu, od roku 1709 probošt, rezignoval 1719
- Jan Frick (1681-1755), vysvěcen na kněze 1705, kanovník, děkan 1723-1755
- Karel Dominik rytíř Řečický, Msgre., (zemřel 26. ledna 1734), kanovník
- Emanuel Arnošt z Valdštejna, kanovník od roku 1745
- Jan Gallas, kanovník, kolem roku 1748
- Jan Josef Budín, kanovník kolem roku 1745, též kanovník vyšehradský a farář u P.Marie Na Louži
- Jan Rudolf Špork (zemřel 22. ledna 1759), pomocný pražský biskup, probošt od 1741
- Zdeněk Jiří Chřepický z Modliškovic (zemřel 16. května 1755), pomocný pražský biskup, kanovník
- Emanuel Arnošt hrabě z Valdštejna (+1789 Litoměřice), děkan 1759-1760, titulární biskup amyclejský, 1760-1789 biskup litoměřický
- Julius Vilém hrabě de Praschma od roku 1759 probošt
- Jan Ondřej Kaysern z Kaysernu (1711-1776 Hr. Králové), děkan 1761-1775, titul. biskup termsky (themiscirenský), 1775-1776 biskupem Královéhradeckým, generální vikář v Čechách
- František Xav. Tvrdý (+1779 Praha), děkan 1776-1779, titul. biskup hypponský
- Erazim Diviš Krieger (+27.12.1792), děkan 1781-1792, titul. biskup tiberiadsky
- Ambrož Schmidt, premonstrát, profesor bohosloví v Norbertinu, kanovník + 1807
- Dr. Jan Rychlovský (1752-1811), děkan 1809-1811, titular. biskup termsky
- Antonín Himle (1759-1824), děkan 1815-1824
- František Kassián Halaška, kanovník, probošt kolem roku 1845
- Dr. František Vilém Tippmann (+1837), kanovník, administrátor 1831-1835, děkan, titul. biskup satalsky
- Jan Nepomuk Büttner, kanovník kolem roku 1845
- Josef Kandler, kanovník kolem roku 1845
- Ignác Mráz (1. února 1787 – 3. května 1859, čestný kanovník)
- Josef Václav Breischl (27. května 1814 – 11. října 1889, kanovníkem od roku 1869, děkanem od roku 1883)
- Karel Kellner (14. prosince 1815 – 18. března 1898, děkanem od roku 1871)
- Antonín Ladislav Dlask (17. února 1818 – 31. května 1894, kanovník)
- Josef Sládek (1850-1934), děkan 1929
- Václav Marek
- Karel Štella
- Emanuel Hrdlička
- Josef Málek
- Karel Procházka (1865–1945), kanovník kolem roku 1930
- Msgr.Dominik Brázda (1859-1943), děkan 1938
- Mons. Jan Lebeda (23. dubna 1913 – 5. listopadu 1991, kanovník)
- Antonín Šesták (23. prosince 1918 – 17. ledna 2006, probošt)
- Stanislav Fišer (1. ledna 1924 – 14. února 2013, sídelním kanovníkem od 1. dubna 1980, od 2. listopadu 1987 do 27. září 2006 děkanem)
- Milan Martinásek (zemřel v roce 1999, nesídelním kanovníkem od 15. listopadu 1996)
- Mgr. Vladimír Kelnar – farář ve farnosti u kostela Matky Boží před Týnem v Praze na Starém Městě (narozen 2. srpna 1961, na kněze vysvěcen 27. června 1987, nesídelním kanovníkem od 15. listopadu 1996, sídelním kanovníkem od 1. listopadu 2001 do 30. června 2012, proboštem od 9. září 2005 do 30. června 2012), zahájil obnovu poměrů po komunistickém útlaku, r. 2009 přivítal papeže Benedikta XVI.
- ThLic. Ing. Zdenek Wasserbauer Th.D. – pomocný biskup pražský, generální vikář, 15. června 1966, čestným kanovníkem 5. ledna 2012 – 18. června 2015)
- Václav Nekolný, osobní arciděkan – výpomocný duchovní v Římskokatolické farnosti Uhlířské Janovice (narozen 27. září 1934, zemřel 7. března 2022, pohřben do rodinného hrobu na Olšanských hřbitovech 22. března 2022, čestným kanovníkem[1] od 1. dubna 2013 do 7. března 2022)[2]

Někteří zemřelí kanovníci Kolegiátní kapituly byli pohřbeni na staroboleslavském hřbitově v kapitulní hrobce.

## Současní kanovníci

### Sídelní kanovníci
- probošt: Libor Bulín – farář ve Staré Boleslavi, vikář (nesídelním kanovníkem od 1. ledna 2006, proboštem od 1. července 2012)
- Mgr. Michal Procházka – farář v Uhlířských Janovicích, vikář (narozen 3. září 1973, na kněze vysvěcen 26. června 1999, sídelním kanovníkem od 15. ledna 2012)

### Nesídelní kanovníci
- děkan: Miroslav Cúth – farář ve farnosti u kostela sv. Cyrila a Metoděje v Praze-Karlíně (narozen 11. listopadu 1954, nesídelním kanovníkem od 15. prosince 2006, děkanem od 1. července 2012)

## Čestní kanovníci v minulosti
- Ignác Mráz (1. února 1787 – 3. května 1859, čestný kanovník)
- Václav Nekolný, osobní arciděkan – výpomocný duchovní v Římskokatolické farnosti Uhlířské Janovice (narozen 27. září 1934, zemřel 7. března 2022, pohřben do rodinného hrobu na Olšanských hřbitovech 22. března 2022, čestným kanovníkem[1] od 1. dubna 2013 do 7. března 2022)[2]
- ThLic. Ing. Zdenek Wasserbauer Th.D. – pomocný biskup pražský, generální vikář, 15. června 1966, čestným kanovníkem 5. ledna 2012 – 18. června 2015)